# Epérato
Epérato (en griego, Ἐπήρατος) de Faras en Acaya fue un militar de la antigua Grecia durante el siglo III a. C.
Fue elegido strategos de la liga Aquea por las intrigas de Apeles, el consejero de Filipo V de Macedonia, y en oposición a Timóxeno, que era apoyado por Arato de Sición. Epérato es tenido generalmente en muy baja estima y es considerado incapaz en su cargo, que ejerció en 218 a. C. Tras el fin de su mandato al año siguiente, debido a su ineptitud, tuvo numerosas dificultades con Arato, el cual le sucedió.
| Predecesor: Arato de Sición | Strategos de la Liga Aquea 218 a. C. - 217 a. C. | Sucesor: Arato de Sición |